# Sidlaghatta
Sidlaghatta là một thị xã của quận Kolar thuộc bang Karnataka, Ấn Độ.

## Địa lý
Sidlaghatta có vị trí 13°23′B 77°52′Đ / 13,39°B 77,86°Đ Nó có độ cao trung bình là 878 mét (2880 feet).

## Nhân khẩu
Theo điều tra dân số năm 2001 của Ấn Độ, Sidlaghatta có dân số 41.105 người. Phái nam chiếm 52% tổng số dân và phái nữ chiếm 48%. Sidlaghatta có tỷ lệ 62% biết đọc biết viết, cao hơn tỷ lệ trung bình toàn quốc là 59,5%: tỷ lệ cho phái nam là 67%, và tỷ lệ cho phái nữ là 56%. Tại Sidlaghatta, 14% dân số nhỏ hơn 6 tuổi.